# 渡部勝美
渡部 勝美（わたなべ かつみ、1962年5月16日 - ）は、北海道出身の元社会人野球選手（投手、左投右打）・コーチ・監督。長男は元プロ野球選手の渡部龍一。

## 来歴・人物
砂川南高校では、エースとして1979年秋季北海道大会準々決勝に進むが、旭川実に惜敗。卒業後の1981年、北海道5強の一角である大昭和製紙北海道（白老町）に入社。しばらくの間は芽が出なかったが、貴重な左腕として徐々に重要なポジションを任せられるようになる。1988年の都市対抗ではエースとして準決勝に進むが、東芝の三原昇に抑えられ敗退。翌1989年の都市対抗は決勝に進出、プリンスホテルに惜敗するが同大会の久慈賞を獲得する。30歳となった1992年にはバルセロナオリンピック野球日本代表に選出され、銅メダル獲得に貢献。チームになくてはならない存在となった。
しかし翌1993年、大昭和製紙北海道は本社の業績不振を理由に休部。有志が集まり町民球団として「ヴィガしらおい」が誕生し、渡部は投手兼任監督としてチームを率い、1995年に都市対抗本大会に出場する。渡部も他チームの補強などで都市対抗野球の空気を吸い続け、1997年には同大会10年連続出場の表彰を受ける。
ところが、大昭和製紙がヴィガしらおいに対する優遇措置をすることができなくなり、1997年にヴィガしらおいも解散することとなった（その後、大昭和製紙とは全く関係のない町民球団として現在白老町にはWEEDしらおいというクラブチームがある）。
その前年、北海道5強の一角を担っていたたくぎん（北海道拓殖銀行）の解散というショッキングなニュースの影響も残る中で、ヴィガしらおいとたくぎんの選手の受け皿になろうと札幌市の先物取引会社、サンワード貿易が従来の軟式野球部を改編し、1998年シーズンからサンワード貿易硬式野球部を立ち上げ、渡部を初代監督に招聘した。
渡部は本社の支援を受け、元プロ野球選手（高梨利洋内野手、渡邉孝男捕手）らを補強し、短期間に急激に力をつけ、2000年には都市対抗野球本大会に初出場を果たす。2002年には同大会で日産自動車、トヨタ自動車と強豪を連破しベスト8入りするなど、全国でも勝負できるチーム作りに成功した。
しかし、2005年12月、サンワード貿易本社が経営戦略の見直しから野球部の廃部を決定、渡部はクラブ化できないか奔走したがそれもかなわず、サンワード貿易硬式野球部は8年間の短い歴史に幕を下ろした。渡部はサンワード貿易初代にして最後の監督であり、在籍8年間に都市対抗出場4回、日本選手権出場6回の輝かしい成績を北海道社会人野球界に残していった。
2018年4月、新たに創部された北海道ガス硬式野球部のヘッドコーチに就任。2020年4月、監督の小島啓民が退任した関係で監督代行となった。2021年2月、清水隆一が新監督に就任したことで投手・バッテリーコーチに転換。2024年を持って退任した。

## 主な表彰
- 都市対抗野球大会久慈賞（1989年）
- 都市対抗野球10年連続出場（1997年）